# Île Saint-Mathieu
Pour l'île alaskane en mer de Béring, voir Île Saint-Matthieu.

Africae Tabula Nova d'Abraham Ortelius, mentionnant l'île Saint-Mathieu

L’île Saint-Mathieu est une île fantôme, indiquée sur plusieurs cartes du début du XVIe siècle au début du XXe siècle, environ 1 000 kilomètres au nord-est de l'île de l'Ascension, approximativement à 2°S et 8°W. Elle aurait été découverte par des explorateurs portugais en 1516, le jour de la Saint-Mathieu. García Jofre de Loaísa l'aurait visitée le 20 octobre 1525, au cours d'un voyage en direction des Moluques. Elle apparaît sous ce nom sur plusieurs cartes à partir du début du XVIe siècle, notamment la carte du continent africain Africae Tabula Nova d'Abraham Ortelius. James Cook tente en vain de l'atteindre en 1775, au cours de son deuxième voyage. Peter Leonard (1833) indique que l'erreur pourrait venir d'une confusion avec l'île d'Annobón, située à la même latitude, mais à 5°38' E de longitude. Elle disparaît progressivement des cartes entre le début du XIXe siècle et le début du XXe siècle.

## Cartes mentionnant l'île Saint-Mathieu
- « S. Matheo », Atlas Vallard, Nicolas Vallard, 1547
- « S. Matheo », Africae Tabula Nova, Abraham Ortelius, 1570
- « I.de S.Matheus », Gerard de Jode, 1593
- « S. Matheo », Atlas sive Cosmographicae meditationes de fabrica mvndi et fabricati figvra, Mercator, 1595
- « I. de S. Matheus », Jan Huygen van Linschoten, 1596
- « S. Matthew », James Rennell, 1799
- « St. Mathew », Arrowsmith et Lewis, 1812
- « St. Mathäus », 1828
- « I. S. Mathieu », 1829
- « St Mattheus », Thomas Bradford, 1835